# Apuseerajik (Gletscher, Qeertartivattaap Kangertiva)
Der Apuseerajik [apuˈsɜːɴai(k)] („kleiner Gletscher“; dänisch Hann Gletsjer) ist ein grönländischer Gletscher im Distrikt Ammassalik in der Kommuneqarfik Sermersooq.

## Lage
Der Gletscher bildet einen Auslass des Grönländischen Eisschilds und liegt 26 Kilometer westlich von Tiilerilaaq sowie 43 Kilometer nordwestlich von Tasiilaq. Der Gletscher fließt in nordöstliche Richtung und kalbt nach einer Höhendifferenz von rund 1000 m in den Qeertartivattaap Kangertiva (Johan Petersen Fjord), einen Seitenarm des Sermilik. Er ist einer von mehreren Gletschern, die von Südwesten kommend in den Fjord münden. Nördlich liegt der Kangertivala Apusiiala Qeqqarterpaartaa (Brückner Gletsjer), südlich der Apuseerajik Anngittumanngitteq (Hobbs Gletsjer), der jedoch nicht bis zur Wasserkante reicht. Südlich des Gletschers liegt der über 1000 m hohe Berg Pingertuit. Etwa 1,3 km nördlich der Kalbungsfront liegt die Insel Immikkeertigajik.

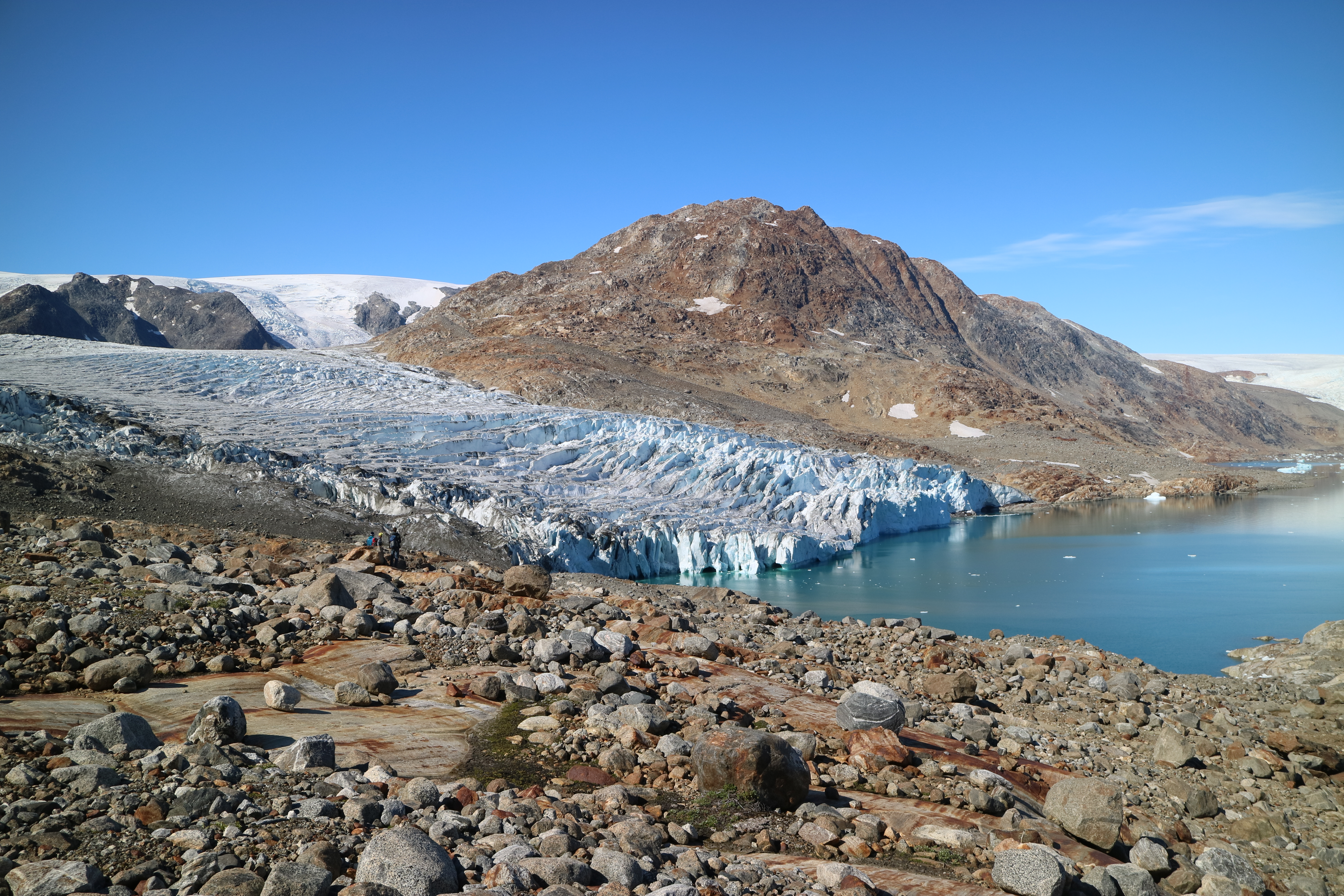
Die Gletscherzunge
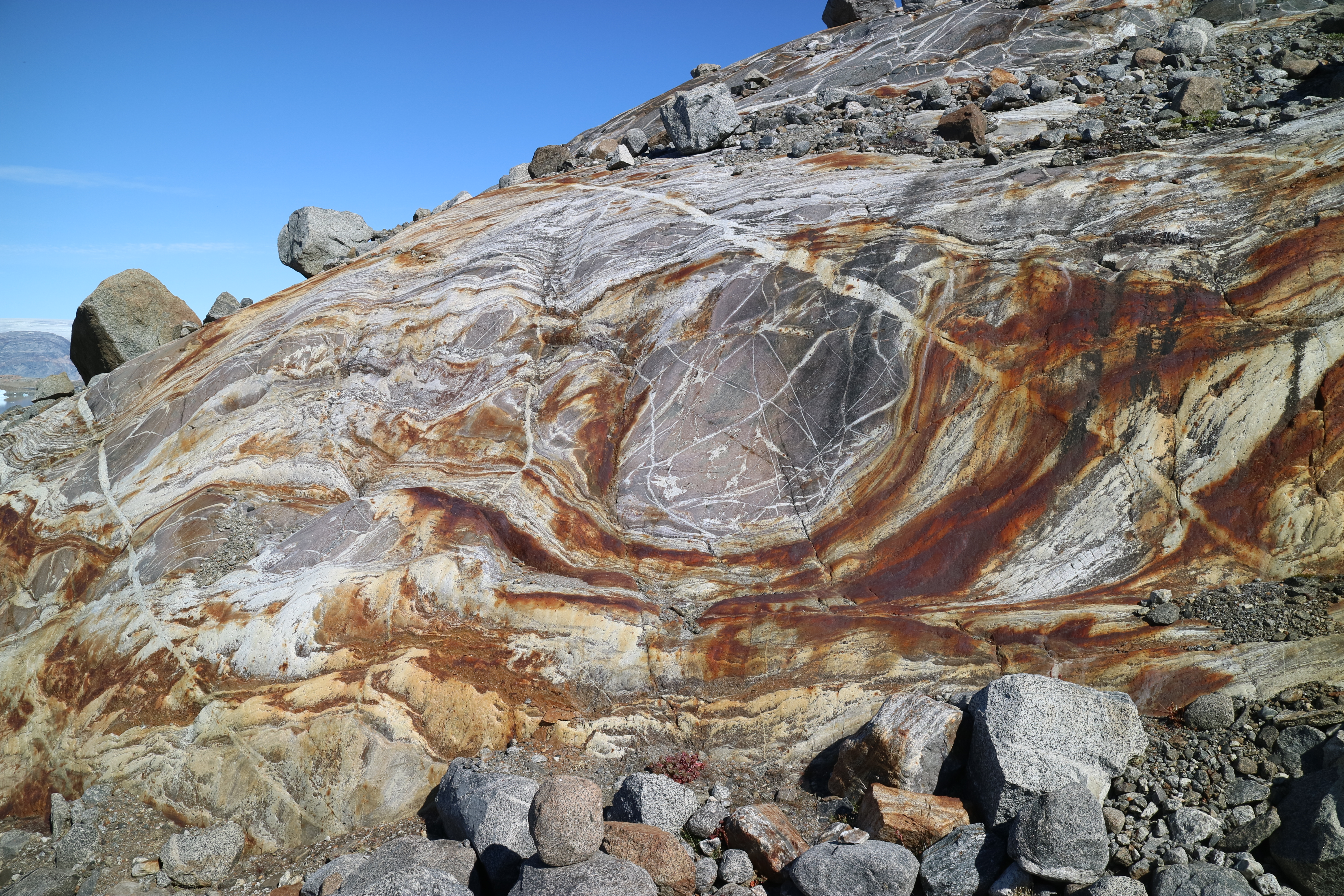
Gletscherschliff
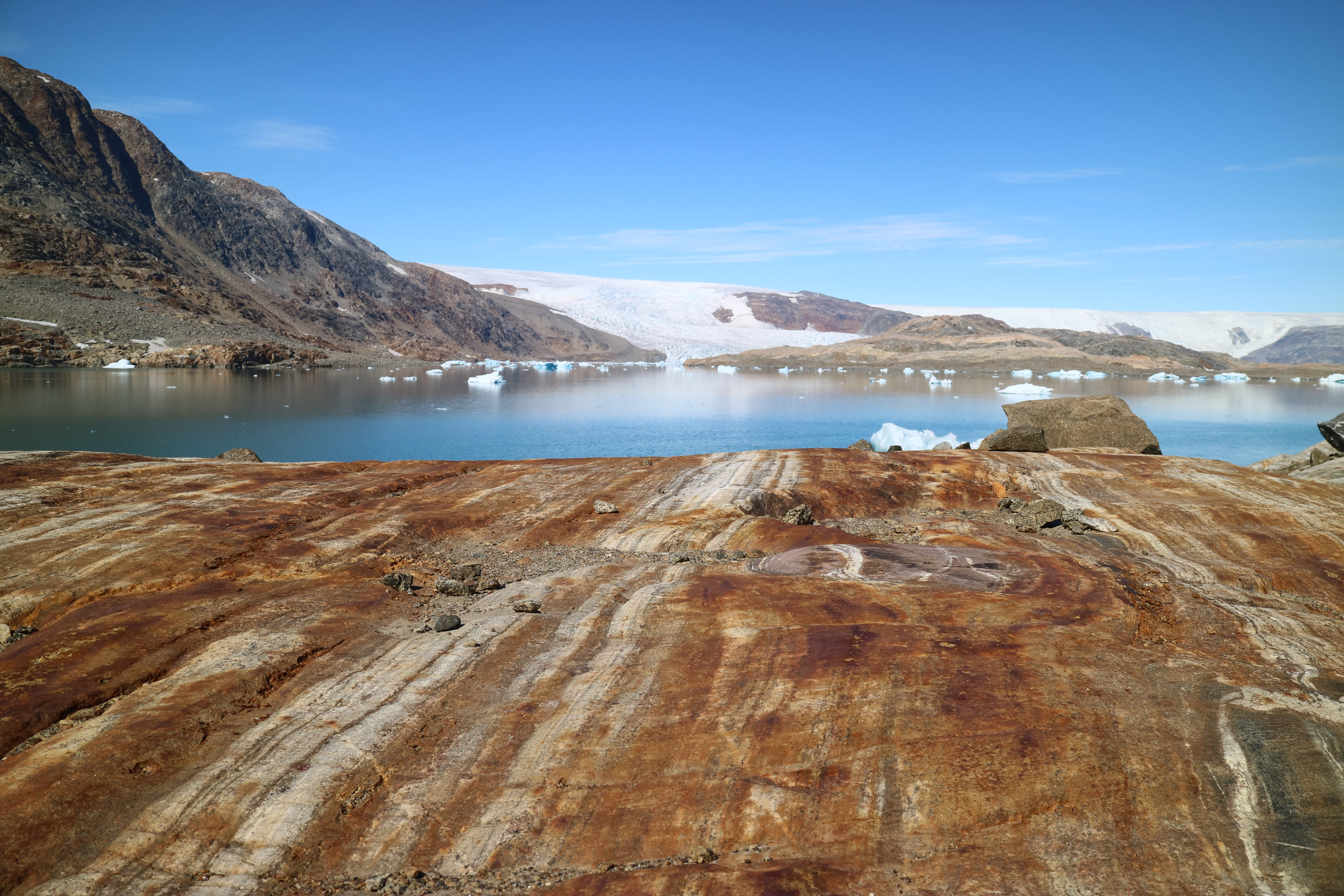
Blick Richtung Norden